# Metapogon obispae
Metapogon obispae är en tvåvingeart som beskrevs av Wilcox 1972. Metapogon obispae ingår i släktet Metapogon och familjen rovflugor.
Artens utbredningsområde är Kalifornien. Inga underarter finns listade i Catalogue of Life.